# Kumarila Bhatta
Kumarila (dewanagari कुमारिल भट्ट. transliteracja Kumārila Bhaṭṭa, ang. Kumarila Bhatta, znany też jako Bhatta lub Tutata) (VII-VIII wiek) – filozof indyjski. Twórca kierunku w filozofii hinduskiej w ramach szkoły mimansa. Był zagorzałym przeciwnikiem buddyzmu. 
Swoje poglądy wyłożył w Mimamsasutrach oraz w dziele Sabarabhasya. Zakończył życie samospaleniem w obecności Adi Śankaraćarii. Według tradycji hinduistycznej Kumarila uważany jest za wcielenie Kumary (przywódcy dewów).